# 竹生島
35°25′24″N 136°08′37″E / 35.42333°N 136.14361°E
竹生島（日语：／ Chikubu shima）是日本滋賀縣琵琶湖北部的一個島嶼，為日本的國家指定名勝和國家指定史跡，位于葛籠尾崎以南約2公里處，屬于滋賀縣長濱市管轄。全島為針葉林所覆蓋，為琵琶湖八景之一。

## 地理
竹生島位於葛籠尾崎以南約2公里處，是琵琶湖中僅次於沖島的第二大島。它周長約兩公里，最高海拔197米。整個島嶼是一塊花崗岩巨石，岩壁陡峭，只在南端有一個可供上岸的碼頭。周圍湖底較深，西部為琵琶湖最深處（104.1米）。大約5700萬年前日本列島還是亞洲大陸的一部分時，形成該島的花崗岩被插入到與葛籠尾崎相同的地層的下部。當日本列島從大陸分離並移動到現在的位置時，上面的岩石被侵蝕，露出了構成竹生島的花崗岩。花崗岩有突出的節理，陡峭的懸崖和許多裂縫構成了整個島嶼的景觀。由於地震的震動和湖面波浪的作用，基岩沿著這些節理被侵蝕，形成大大小小的洞穴，島北側的行者洞就是其中之一，1325年的地震被認為是導致島北部崖壁崩塌形成被懸崖環繞的沙灘辯天濱的原因。

## 生態
竹生島上生長著茂密的栲樹、肉桂、冬青、楸樹、山茶等樹種。這里以白鷺的大型繁殖地而聞名，有大白鷺、中白鷺、小白鷺、牛背鷺和夜鷺的種群，也是白鷺被選為長濱市市鳥的原因，然而從1977年開始鸕鶿的入侵取代了先前居於島嶼北部辯天濱的白鷺群落，在鸕鶿被驅逐後白鷺的數量有所增加，目前的棲息地位於該島的西南坡，2016年8月的一項調查統計了250只白鷺。其他野生鳥類包括在月桂林中的各種山雀、日本白眼雀和日本侏儒啄木鳥。

## 歷史
該島以北的葛籠尾崎發現了一處湖底遺跡，在水深70米處打撈出了眾多陶器，其歷史跨度極長，自繩文時代早期開始到彌生時代，還有一些疑似為中世紀時期的文物。奈良時代的聖武天皇於724年勅願在此建立宝嚴寺，行基上人於738年在此安置了四天王像，島上的許多建築是豐臣秀吉的兒子豐臣秀賴建立的，宝嚴寺的觀音堂和唐門是從豐臣秀吉的墓地遷到這裡的，它們最初位於京都的秀吉墓地，被認為是安土桃山時代建築的典範，和竹生島神社的本殿一起被指定為日本國寶。江戶時代，竹生島被指定為琵琶湖八景之一。2015年12月18日，滋賀縣教育委員會將竹生島上的紫竹林指定為滋賀縣的天然紀念物。2016年4月25日，日本文化廳將其列入日本遺產「琵琶湖及其水邊景觀-祈禱和生活的水遺產」的構成要素之一。

## 文化
竹生島被稱為神棲之島，自古就是信仰的對象，成為能劇之演目、平曲等樂曲的題材。神道傳說中湖邊的夷服岳與淺井岡比高低，淺井岡的山神一夜間將山增高，夷服岳的山神一怒之下拔刀砍下了淺井岡的山頭，掉落湖中形成了竹生島，日本佛教則認為竹生島是大地最深場所金輪際生出的金剛宝石柱，是佛陀覺醒時所坐的金剛座，傳說坂上田村麻呂東征時曾經在竹生島上與辯才天的化身鈴鹿御前盟誓，島上還有一個被稱為辯才天岩屋的洞，傳說島神以大鯰的形態在此鎮護此島。

## 外部連結
- 地図閲覧サービス2万5千分1地形図名:南浜(岐阜) （页面存档备份，存于）
- 長浜観光案内　神の住む島　竹生島
- 竹生島神社（都久夫須麻神社） （页面存档备份，存于）
- 宝厳寺（西国三十三箇所三十番） （页面存档备份，存于）